# Megaulacobothrus
Megaulacobothrus is een geslacht van rechtvleugeligen uit de familie veldsprinkhanen (Acrididae). De wetenschappelijke naam van dit geslacht is voor het eerst geldig gepubliceerd in 1921 door Caudell.

## Soorten
Het geslacht Megaulacobothrus omvat de volgende soorten:
- Megaulacobothrus aethalinus Zubovski, 1899
- Megaulacobothrus chinensis Tarbinsky, 1927
- Megaulacobothrus flexivenus Liu, 1981
- Megaulacobothrus fuscipennis Caudell, 1921
- Megaulacobothrus fuscipennoides Ma, Zheng & Guo, 2000
- Megaulacobothrus hunanensis Wei & Yin, 1986
- Megaulacobothrus latipennis Bolívar, 1898
- Megaulacobothrus liaoningensis Zheng, 1988
- Megaulacobothrus longisonus Li & Yin, 1987
- Megaulacobothrus maerkangensis Zheng, 1980
- Megaulacobothrus minutus Zhang, 1990
- Megaulacobothrus multipegus Wei & Yin, 1986
- Megaulacobothrus rufitibis Zheng, 1989
- Megaulacobothrus shenmuensis Zheng & Ren, 1993
- Megaulacobothrus xiangchengensis Liu, 1985
- Megaulacobothrus yuanshanensis Zheng, 1980